# Сольнок-Будапештська операція
Сольнок-Будапештська операція — фронтова наступальна операція радянських військ правого крила 2-го Українського фронту в ході Будапештської операції за часів німецько-радянської війни. Операція, разом з діями лівого крила фронту стала першим етапом великої битви за столицю Угорщини й тривала з 29 жовтня до 6 листопада 1944 року.

## Історія

### Обстановка до початку операції
28 жовтня 1944 року Ставка Верховного Головнокомандування директивою № 220251 підтвердила усний наказ Сталіна не пізніше 29 жовтня силами 46-ї армії генерал-лейтенанта І. Т. Шльоміна і 2-го гвардійського механізованого корпусу генерал-лейтенанта К. В. Свиридова перейти у наступ в межиріччі Тиси та Дунаю.
Відповідно до плану операції, 46-та армія мала завдати удар в загальному напрямку на Кечкемет. До середини дня 29 жовтня частини Червоної армії повинні були вийти на рубіж Надькереш — Лайошміже — Іжак. Головною метою було знищити оборону супротивника на західному березі Тиси і тим самим забезпечити переправу сюди 7-ї гвардійської армії. Після цього 46-та армія, посилена 4-м гвардійським механізованим корпусом, мала рушити на Будапешт.
7-ма гвардійська армія одержала завдання з ранку 30 жовтня перейти в наступ з району на схід від Сольнока, форсувати Тису і на кінець дня вийти на рубіж Тосег — Надькереш. 6-та гвардійська танкова армія з резерву фронту призначалася для підтримки наступальних дій на Будапешт у смузі 7-ї гвардійської армії.
Інші армії фронту (за винятком 40-ї і 4-ї румунської) повинні були форсувати Тису та захопити плацдарми на її західному березі.
4-й Український фронт наступом углиб Чехословаччини мав скувати 1-шу німецьку танкову армію, не допустивши її просування на будапештський напрямок.
3-й Український фронт продовжував перегрупування і зосередження головних сил у югославському Банаті, одночасно передовими частинами планувалось захопити плацдарми на правобережжі Дунаю і підтримати загальний наступ на території Угорщини.
До 3 листопада планувалося завершити операцію та вийти на рубіж Ішасег — Будакесі — Ерд.

### Хід операції
29 жовтня 1944 року, у другій половині дня, війська 2-го Українського фронту маршала Радянського Союзу Родіона Малиновського перейшли в наступ. Війська лівого крила фронту прорвали оборону 3-ї угорської армії в межиріччі Тиси і Дунаю. На правому фланзі 7-ма гвардійська армія тим часом захопила плацдарм на правобережжі Тиси. 4 листопада Сольнок був захоплений військами Червоної армії.
Але до того часу Вермахту вдалося перекинути на загрозливі напрямки 4 дивізії: 13-ту танкову, 8-му кавалерійську СС «Флоріан Гайєр» та 22-гу добровольчу кавалерійську СС «Марія Терезія», а також панцергренадерську (мотопіхотну) «Фельдхернхалле». У центрі та на правому крилі фронту радянські війська зустріли серйозний опір супротивника під час форсування річки Тиси. Наступ Червоної армії відбили, а в районі міста Пилиш німецькі танкові частини перейшли в контратаку.
4 листопада з метою уникнути великих втрат Ставка ВГК видала директиву № 220256 про припинення наступу на Будапешт та підготовку нової операції. Фронтальний удар вирішили замінити на охоплення міста з двох сторін. Командувач 2-го Українського фронту Р. Я. Малиновський отримав наказ сконцентрувати сили правого крила і центру фронту у складі 7-ї гвардійської, 53-ї, 27-ї і 40-ї армій на західному березі Тиси та підготувати наступ на столицю Угорщини з північного та північно-східного напрямку.